# Рагнал (король Дублина)
Рагналл мак Торкайл (умер в 1146) — норвежско-гэльский король Дублина из династии Мак Торкайл (1142?-1146), сын Торкеля (Торкайла).

## Биография
Отцом Рагналл был Торкайл (Торкель), который упоминается в Анналах Лох Ки в 1133 году.
В 1142 году после смерти дублинского короля Конхобара Уа Бриайна (1141—1142) Анналы четырёх мастеров сообщают, что королём в Дублине стал выходец с островов Оттар мак Оттайр (ум. 1148). В 1144 году дублинский король Оттар вместе с неназванным членом рода Мак Торкайл (которым, возможно, был Рагналл) участвовал в экспедиции в Уэльс. Валлийские источники «Анналы Камбрии» и «Короли англичан» также передают о этой военной экспедиции в Уэльс.
В 1146 году дублинский король Рагналл Мак Торкайл был убит в битве с ирландцами из Восточного Миде. Анналы четырёх мастеров называют Рагналл мормэром, что может указывать о его подчиненном положении по отношению к Оттару. Согласно Анналам Тигернаха и Хроникам скоттов, Оттар был убит в 1148 году представителями рода Мак Торкайл.
У Рагналла был, по крайней мере, один сын Аскалл (Аскульф) мак Торкайл (ум. 1171), который занимал дублинский королевский престол в 1160—1170 годах. Другим его сыном, возможно, был Рагналл мак Рагнайлл, упоминаемый в Анналах четырёх мастеров как tigerna Gall («лорд иностранцев»), который участвовал в большом собрании знати, созванной в 1167 году Руайдри Уа Конхобайром.